# Croton pyrosoma
Croton pyrosoma är en törelväxtart som först beskrevs av Léon Camille Marius Croizat, och fick sitt nu gällande namn av Radcl.-sm. och Rafaël Herman Anna Govaerts. Croton pyrosoma ingår i släktet Croton och familjen törelväxter. Inga underarter finns listade i Catalogue of Life.